# オフフレーバー
オフフレーバー（英: Off-flavour）は、外部からの臭気成分の付加や、元来含まれている香気成分の化学変化やバランスの変化により、本来その食品が持つ匂いから逸脱した異臭のことである。多くの場合は健康への影響はないが、商品価値は損なわれる。

## 定義
しばしば、その食品を特徴づける匂いが失われることと解釈されるが、東京家政大学教授の佐藤吉朗らが設立したオフフレーバー研究会では、食品に本来含まれる成分の増減や、外部からの臭気成分の付加により生じる異臭をオフフレーバーとしている。ISOでは、外部からの臭気成分の混入によるものを「異臭」、食品に含まれる成分の劣化により生じる不快臭を「オフフレーバー」と分けて定義している。本項では、外部の発生源からの「移り香」についても説明する。

## 発生過程と原因物質
オフフレーバーが発生するタイミングには、製造時、流通時、貯蔵・販売時、そして調理時に大別できる。
食品の原料として最も重要なものの一つに、水があげられる。水源に放線菌や藍藻が繁殖する事により生じる2-メチルイソボルネオールやゲオスミンは、「土臭さ」や「カビ臭」、「墨汁臭」と表現される匂いの原因となる。給水機のパッキンや穀物がペニシリウムやアスペルギルスに汚染されると、カビ臭の原因物質である1-オクテン-3-オールや3-オクタノンが発生する。食品製造ラインの洗浄に用いられる殺菌剤が食材と反応して生じる2,4-ジクロロフェノールや2,6-ジクロロフェノールは「カルキ臭」の原因となる。加熱工程で生じるフラン-2-イルメタンチオールやベンジルメルカプタンは、低濃度であれば好ましい焙煎香となるが、高濃度では「加熱臭」と呼ばれる異臭に変わる。
紅藻の一部には、海水中の臭素を採り入れ、ウニなどから自身を防御する摂食阻害活性物質として作用するブロモフェノールを産出するものがある。食物連鎖の過程で2,4-ジブロモフェノールや2,6-ジブロモフェノールとなり、魚介類の「消毒臭」として現れるケースがある。
消毒臭のクレームのあった漬物からは2,4-ジクロロフェノールが検出された。残留農薬のポジティブリストなどから、材料の野菜に使用された殺虫剤のプロチオホスのリン―酸素の結合が切れたことにより生じたものと推測された。コンテナ輸送時にジメチルトリスルフィドおよびジメチルテトラスルフィドによる臭気汚染が発生したケースでは、コンテナの輸送履歴を調べたところ過去に積載された硫黄系農薬が原因であることが明らかになった。異臭の原因物質はごく微量でも感じ取れるため、残留農薬においては毒性より異臭が問題となることがしばしばある。
食品の原料・製品・包装資材の輸送や、倉庫においてフォークリフトを使用した荷役を行う際には、木製のパレットが多く使用されてきた。このパレットに防黴剤として使用された2,4,6-トリクロロフェノールは、薬剤耐性を持つトリコデルマやフザリウムなどのカビの代謝によって2,4,6-トリクロロアニソール（2,4,6-TCA）となり、これは1pptの嗅覚閾値を持つ強力な異臭物質で、食品業界は大きな打撃を受けた。このため、パレットは合成樹脂製に置き換えられることになった。2,4,6-TCAはワインのコルクからも発生し、「コルク臭」と呼ばれるオフフレーバーの原因ともなった。
貯蔵・販売の場面では、常温で貯蔵しためんつゆに香料として含まれるバニリンがアリシクロバチルスによりグアイアコールに変換され、「薬品臭」が生じた事例や、家庭で防虫剤と近接して保管されていたカップ麺に、ポリエチレン製の包装材料を透過したパラジクロロベンゼンによる「移り香」が生じた事例がある。牛乳やビールを直射日光のあたる状態で保管すると「日光臭」呼ばれるオフフレーバーが生じることが知られている。牛乳ではメチオニンが3-メチルチオプロパナールに、ビールではイソフムロンが3-メチル-2-ブテン-1-チオールに変換されることに起因する。
調理の際の焦げは異臭の原因となる。かつて学校給食で出されたカレーに「薬品臭」がするとのクレームがあった。分析したところクレゾール類が検出され、調理時の焦げが原因であることが分かった。

## 油脂のオフフレーバー
油脂の匂いを構成する成分には炭化水素や、有機酸素化合物のアルデヒドやケトン、アルコールなどがある。これらは不飽和脂肪酸を主とする脂肪酸が、自動酸化あるいは光増感酸化を受けて生成したヒドロペルオキシドがさらに分解されることにより生じる。アルデヒドやケトンは炭化水素やアルコールに比べ嗅覚閾値が低く、微量でも臭気に大きな影響を与える。ヘキサナールや2-ヘキセナールは「青草臭」、オクタナールは「果実臭」、ノナナールは「花の香り」を呈する。不飽和アルデヒドの二重結合の位置が2位にあるものより3位にあるもの、シス型とトランス型ではシス型の方が閾値が低い傾向がある。このほか、原料に含まれるアミノ酸に由来する有機硫黄化合物や有機窒素化合物も匂いに関わってくる。ごま油に含まれる含硫アミノ酸やピラジン類、バターに含まれる酪酸やカプロン酸をはじめとする低級脂肪酸などは、それぞれの油脂の特徴的な香りを形づくる成分として重要である。
大豆油には「戻り臭」と呼ばれる、「草臭」や「豆臭」が生じることが知られている。生成機構は不明であるが、リノール酸由来の2-ペンチルフランやリノレン酸由来のcis-3-ヘキセナール、オレイン酸由来の1-デシンによるものと考えられている。
新鮮な菜種油の臭気成分はリノレン酸由来の2,4-ヘプタジエナールが主であるが、酸化が進むとオレイン酸やリノール酸由来のヘキサナールやノナナール、2,4-デカジエナール、「金属臭」の原因の1-オクテン-3-オンが増加する。これらは閾値が低く、オフフレーバーの原因となる。
水素添加により作られる硬化油には、「水添臭」と呼ばれる甘い匂いがみられる。水添大豆油には2,4-デカジエナールの還元で生じた1-デカノール、水添大豆油や水添亜麻仁油からはリノレン酸の部分水添物から生じたと考えられる6-ノネナールがオフフレーバー成分として見出されている。
揚げ物に使用した油から生じる揮発成分は、基本的に酸化劣化で生じるものと同様であるが、高温下ではヒドロペルオキシドが分解しやすいため低分子の成分が比較的多く生じる。加水分解や熱分解の影響を受け、揮発性の不飽和脂肪酸や飽和脂肪酸も生じる。

## 酒類のオフフレーバー

### 日本酒
日本酒においては、「老香（ひねか）」や「つわり香」「火落香」などのオフフレーバーが知られる。老香は長期貯蔵や高温になる環境下で生じ、メイラード反応などで生じるイソバレルアルデヒドやジメチルトリスルフィド（DMTS）など複数の化合物が原因であると考えられる。DMTSは酵母のメチオニン代謝により生成される1,2-ジヒドロキシ-5-(メチルスルフィニル)ペンタン-3-オン（DMTS-P1）を前駆体としていると考えられる。老香は熟成香とも呼ばれ、これを好む愛飲家もいる。アセト乳酸の脱炭酸により生じるジアセチルは日本酒の代表的なオフフレーバー成分で、つわり香の主原因となる。腐造性乳酸菌による火落ちと呼ばれる現象では、ジアセチルや乳酸による異臭が生じる。醸造業界では、ジアセチルをダイアセチルと表記することがある。

### ビール
ジアセチルは、ビールにおいても日本酒と同様にアセト乳酸の脱炭酸により生じ、風味を損なうオフフレーバーとして認識される。1939年にビールの異臭の原因物質であることが明らかになった。
ジメチルスルフィドは麦芽由来のS-メチルメチオニンの熱分解と、発酵工程で酵母によりジメチルスルホキシドが還元されることの2通りの経路で生成される。ビール中の閾値は30～45μg/lで、これを越えると「キャベツ様」や「青海苔様」と表現されるオフフレーバーとなる。前者の経路では仕込み工程で十分に煮沸することにより除去できるが、後者の経路では酵母菌株や発酵条件を制御して生成を抑制する必要がある。2-メルカプト-3-メチル-1-ブタノールは仕込みから発酵の工程で生じるオフフレーバーで、130ng/lの弁別閾値を越えると「ネギ様」あるいは「汗様」と表現される香気をもたらす。発酵工程で生じる低閾値の含硫化合物には、コーヒーに似た香りのフラン-2-イルメタンチオール、ゴム様の臭気の酢酸2-メルカプトエチル、焦げたような臭気の3-メチル-2-ブテン-1-チオール、ロースト香を持つベンジルメルカプタンが同定されている。これらは濃色のビールでは本来の香調に近いため問題になりにくいが、ピルスナーをはじめとする淡色系のビールではオフフレーバーとして認識される。
「カードボード臭」は段ボールを思わせる臭気で、原因物質はトランス-2-ノネナールである。生成メカニズムは、従来はビールの酸化によると考えられてきたが、Collin, S.らは1999年に非酸化的経路による生成メカニズムを発表した。糖化工程でリポキシゲナーゼにより生じたトリヒドロキシオクタデセン酸などの脂肪酸酸化物が、麦汁の煮沸工程でトランス-2-ノネナールに分解。その一部がアミノ酸やたんぱく質と反応してシッフ塩基を形成する。発酵工程を経て製品ビールに移行したシッフ塩基から、高い保存温度や低pHの環境下でトランス-2-ノネナールが遊離する。
ビールの「金属臭」の原因物質は、trans-4,5-エポキシ-2(E)-デセナールと同定されている。閾値は0.02μg/lで、製造時の濃度は0.01μg/lほどであるが、40℃で5日保管すると0.12μg/lまで上昇する。リノール酸の酸化や、ホップに由来して生じると考えられているが詳細な生成メカニズムは明らかになっていない。
「老化臭」はカードボード臭や金属臭とは異なり、単一の物質ではなく複数の成分が相乗的に寄与する。アサヒビールの鰐川彰らは、トランス-2-ノネナール、3-メチル-2-ブテン-1-チオール、γ-ノナラクトン、3-（メチルチオ）プロピオアルデヒド、（E）-β-ダマセノン、ジメチルスルフィド、イソ酪酸メチル、メチル酪酸エチルそしてソトロンの9成分が寄与していると報告している。
ビールの「日光臭」の発生メカニズムは、苦味成分のイソフムロンが波長350～550ナノメートルの紫外線を受け、アリル側鎖が光分解を受けラジカルを生じる。このラジカルがビール中のSラジカルと反応して生じる3-メチル-2-ブテン-1-チオール（MBT）が原因物質である。紫外線を極力受けないよう、褐色のビール瓶に充填したり、配送トラックに遮光シートを使用するなどの取り組みが行われている。法令で認可されていない日本、およびビール純粋令のあるドイツを除く一部の国では、水素化してMBTの発生を抑えた還元型イソフムロンが使用されている。

### ワイン
ワインにおける特徴的なオフフレーバーには「フェノレ（phénolé）」がある。フランス語の「フェノール性の～」の形容詞が示す通り、微生物発酵で生じたフェノール類が原因となる。無臭のp-クマル酸とフェルラ酸を前駆体とし、ワイン酵母の4-ヒドロキシケイ皮酸デカルボキシラーゼによりp-クマル酸から4-ビニルフェノール、およびフェルラ酸から4-ビニルグアイヤコールを生じる。白ワインでは、この2種類のビニルフェノール類がフェノレの原因となる。赤ワインではブレタノミセス属の酵母により4-ビニルフェノールから4-エチルフェノール、4-ビニルグアイヤコールから4-エチルグアイヤコールへと変換される。この反応は速やかに進むため、赤ワインからは通常はビニルフェノール類は検出されない。
4-ビニルフェノールは「生ゴム様」、4-ビニルグアイヤコールは「カーネーションの花様」と表現され、ビニルフェノール類は他に「消毒薬」「水彩絵の具」「バンドエイド」「線香」「段ボール」「埃っぽい香り」とも表現される。4-エチルフェノールは「馬小屋」「汗くさい鞍」、4-エチルグアイヤコールは「スモーキー」「スパイシー」、さらに、多くのソムリエらにより「獣」「生革」「濡れた犬」「焼畑」「薬品」「燻製」などと多彩に表現された。

## 安全性
物質の安全性の評価には、耐容一日摂取量（TDI）や一日摂取許容量（ADI）、これらのデータが得られていない場合には無毒性量が使用される。異臭の分析で同定される原因物質の量は、多くの場合がppb（十億分の一）やppt（一兆分の一）の単位であり、TDI等の基準を下回る。チョコレート菓子に、同梱されたホワイトボードから有機溶媒の移り香が生じて2000個が回収されたケースでは、商品20g中トルエン0.62mg（310ppb）、キシレン0.97mg（485ppb）、エチルベンゼン0.176mg（88ppb）が検出されたが、体重20Kgと仮定した場合のトルエンのTDI 2.98mg、キシレンのTDI 3.58mg、エチルベンゼンのADI 1.94mgを下回っている。